# Physeteridae
Los fisetéridos (Physeteridae) son una familia de cetáceos odontocetos con tres especies actuales en dos géneros, Physeter (una especie, Physeter macrocephalus, el cachalote), y Kogia (con dos especies, Kogia breviceps y Kogia sima, cachalote pigmeo y cachalote enano respectivamente), pero con numerosos géneros extintos. Algunas clasificaciones ubican el género Kogia en una familia propia, Kogiidae.

## Taxonomía
Los fisetéridos incluyen numerosos géneros extintos, varios de ellos de dudosa validez:
- Géneros basales

 ?Dinoziphius †
 ?Ferecetotherium †
 ?Helvicetus †
 ?Ontocetus †
 ?Preaulophyseter †
 ?Plesiocetopsis †
 ?Brygmophyseter †
 ?Orcopsis †
 ?Physotherium †
 ?Ziphioides †
 ?Livyatan †
- Subfamilia Hoplocetinae †

Scaldicetus †
Idiorophus †
Diaphorocetus †
Hoplocetus †
 ?Paleophoca †
Zygophyseter †
Naganocetus †
- Subfamilia Aulophyseterinae †

- Aulophyseter †

- Subfamilia  Physeterinae

 ?Balaenodon †
 ?Priscophyseter †
 ?Prophyseter †
 ?Physetodon †
 ?Thalassocetus †
Placoziphius †
Orycterocetus †
Idiophyseter †
Physeterula †
Physeter